# Predelava papirja
Predelava papirja je proces pri katerem iz odpadnega  papirja  pridobimo papir, ki je primeren za ponovno uporabo. Obstajajo 3 kategorije papirja, ki se uporablja kot surovina za izdelavo recikliranega papirja. In sicer ostanki, ki nastanejo v sami papirnici, bodisi pri izdelavi papirja oz. izdelkov iz papirja (npr. ostanki porezave), odpadni papir ”pred uporabo", ki je bil izločen pred dejansko uporabo potrošnika (embalaža) ter papir “po uporabi”, ki ga je potrošnik  po uporabi zavrgel ( revije, časopisi, pisarniški papir, telefonski imeniki, knjige). 

### Razlogi za recikliranje
Industrijska pridelava  papirja ima velik vpliv na okolje.  Vpliva na  porabo naravne surovine (les) in na volumen deponij. Odpadni papir po teži predstavlja kar 35% vseh trdnih komunalnih odpadkov (pred recikliranjem).
Danes je 90%  papirne mase iz lesa.  Papirna proizvodnja 35% svojih surovin pridobi iz sveže podrtih dreves in predstavlja 1,2% celotne svetovne gospodarske proizvodnje.
Recikliranje 1 tone starega časopisnega papirja prihrani okoli tono lesa, medtem ko recikliranje 1 tone starega papirja iz naših tiskalnikov prihrani nekoliko več kot 2 toni.
Primerjava v smislu koliko dreves posekamo za pridelavo 1 tone papirja je nesmiselna,  saj je velikost posameznega drevesa različna. Kar 16% surovine pridobimo iz  namenskih drevesnih nasadov,  le 9% lesa je iz naravnih gozdov, ki so druge, tretje ali še stareješe generacije. Les iz naravnih gozdov se pridobiva pod strogim nadzorom strokovnih služb. Vsa sečnja je opravljena z namenom obnovitve in vzdrževanja gozda. 
Z recikliranjem polovice svetovnega odpadnega papirja  bi se izognili sečnji cca. 20 mio. hektarjev lesa letno.

### Energija
Recikliranje omogoča bistveno znižanje porabe energije. Glede višine znižanja pa stroka ni enotna, ocena je med 40% in 64% . Nekateri izračuni kažejo, da z recikliranjem ene tone časopisnega papirja prihranimo približno 4000kWh (14  GJ ) električne energije. To je dovolj električne energije za družino v 3-sobnem stanovanju za celo leto. 

### Voda in onesnaževanje zraka
United States Environmental Protection Agency (EPA) je ugotovila, da se z recikliranjem papirja onesnaženje vode zmanjša za 35%  in zraka kar za 74%. 
V postopku recikliranja se  pri pridelavi bele celuloze  uporabljajo kemilkalije, kot so: vodikov peroksid in natrijev hidrosulfit. Vendar se pri beljenju reciklirane papirne kaše večinimoa uporabljajo postopki brez uporabe klora. Res pa je, da je stranski produkt recikliranja blato, ki lahko doseže tudi do 22% teže recikliranega papirja. Blato je stranski produkt postopka odstranjevanja tiskarske barve. 

### Recikliranje, dejstva in številke
V sredini 19. stoletja se je povečalo povpraševanje po knjigah in pisemskem papirju. Do takrat so proizvajalci papirja uporabljali kot surovino za proizvodnjo zavržen teksil, vendar ponudba ni držala  koraka s povečanim povpraševanjem. V ZDA so kupovali prve stare knjige na dražbah z namenom recikiranja že v začetku 19. stoletja. Približno ena tretjina odpadnega papirja izvira  iz kategorije “po uporabi” in kar polovica iz kategorije “pred uporabo” uporabnika (npr. embalaža, neprebrane revije, etc.

### Nekateri statistični podatki o porabi papirja

#### Recikliranje papirja v Evropi
Recikliranje papirja v Evropi ima dolgo zgodovino in je zrasel v zrelo organizacijo. Evropska papirna industrija izpolnjuje zahteve Evropske komisije sicernalnih vlad. Njihov cilj je zmanjšanje vpliva na okolje, v smislu količine odpadkov med proizvodnjo in predelavo. Evropa želi zagotoviti optimalno in okolju prijazno recikliranje odpadega papirja in izdelkov iz kartona. V letu 2004 je  bila stopnja recikliranja papirja v Evropi 54,6% , v letu 2007 64,5%, kar potrjuje, da je Evropa na poti uresničevanja prostovoljnega cilja in sicer 66% recikliranega papirja v letu 2010.

## Tehnološki postopek recikliranja papirja

### Ločevanje
Papir primeren za recikliranje mora biti brez primesi, kot so plastika, kovina, ali katerekoli druge nesnage, ki otežuje proces recikliranja. Odpadni papir, ki ga ni mogoče reciklirati se kompostira, zažiga ali odlaga na deponijah nenevarnih odpadkov. Recikliranje se prične v sortirnici. Karton in ostali papir se reciklira ločeno. 

### Kuhanje
Odpadni papir gre najprej v neke vrste razpuščevalnik. V njem  je voda, kemikalije in naprava, ki trga papir na majhne kosce. Z ogrevanjem te mase se papir počasi razpusti v drobna vlakna celuloze,(organski rastlinski material). Rezultat je mehka celulozna gošča. 

### Čiščenje
1.faza: celulozno goščo precedimo skozi  vibracijska sita  različnih gostot. S tem se očisti raznih primesi, kot so plastika, steklo etc.
2.faza: celulozno goščo centrifugiramo z namenom izločitve trdih delcev. Masa se vrti okoli stožčastih valjev. Primesi, ki so težje od celulozne kaše npr. sponke,  pristanejo zaradi centrifugalne sile na zunanji strani valja in zdrsnejo ven skozi dno posode.  

### Odstranjevanje tiskarske barve in lepljivih primesi
1.faza: manjše delce črnila se spira z vodo.
2.faza: večji delce tiskarskega črnila in nalepk se odstranjuje s postopkom »flotacije«. V dno posode celulozne gošče  se vpihuje zrak in kemikalije, ki imajo učinek milnice. Na  mehurčke, ki se  dvigujejo na površje, se veže tiskarska barva. Po končanem postopku se na površju pojavi pena s tiskarskim črnilom in ostanki lepil, na dnu posode pa ostane prečiščena celulozna gošča.

### Rafiniranje, beljenje
V tej fazi se papirnato kašo "pretepe",  da  reciklirana vlakna nabreknejo, snopi celuloznih vlaken pa se ločijo na posamezna vlakna.  Pri predelavi obarvanega  papirja se dodaja  kemikalije za odstranitev barvil. V kolikor želimo kot končen produkt bel papir, je potrebno izvesti beljenje, za kar se uporablja vodikov  peroksid, klorov dioksid, ali kisik. (klorovega dioksida se večina papirnic pri reciklaži izogiba, zaradi onesnaženja vode) 
Za rjav recikliran papir, kot so npr. industrijske papirnate brisače, beljenje ni potrebno. 

### Izdelava papirja
Sedaj je celulozna kaša pripravljena za končno izdelavo papirja. Če potrebujemo  višjo kvaliteto recikliranega papirja dodamo celulozni kaši neobdelana celulozna vlakna (les). Kaši se doda voda in kemikalije. Delež vode je 99.5%. Tekoča brozga se nanese na valje, kjer jo oblikujejo in iztisnejo odvečno vodo. Nanosi celulozne mase potujejo skozi sušilce. Na koncu sušenja dobimo recikliran papir, ki ga navijejo v bale. Tik predno pošljejo papir v tiskarne ali nadaljnjo obdelavo (kuverte etc), ga narežejo na želene dimenzije.

### Ali lahko recikliramo ves odpadni papir?
Kar 80% odpadnega papirja se lahko uporabi v procesu recikliranja. Odpadni papir lahko vsebujejo  vlakna, ki so že bila reciklirana! Lesna vlakna je mogoče reciklirati 5-7 krat, potem postanejo prekratka za ponovno predelavo. 

### Kaj se zgodi s črnilom, ko odstranijo iz papirja?
V fazi flotacije je črnilo ujeto v peni. Peno se zbira in voda odstrani. Del tega materiala se ponovno porabi pri reciklaži. Ostalih  30% do 50% vode,  ki pa vsebuje zelo drobna  celulozna vlakna, lahko po izločitvi vode uporabimo kot energent, kompostiramo ali odložimo na deponijo nenevarnih odpadkov. Lahko pa se uporabi za izdelavo betona in gramoza za ceste. Način uporabe  je odvisen od vsebine materiala.  

## Ali ste vedeli ...
- da je bil prvi kos papirja iz recikliranih materialov? Okoli 200p.n.š, Kitajci uporabijo stare ribiške mreže za izdelavo prvega kosa papirja.
- recikliranje papirja obstaja približno tako dolgo, kot papir sam.
- Američani reciklirajo skoraj 50% papirja, ki ga porabijo.
- V ZDA, se dve tretjini papirne embalažo reciklira - več kot stekla, kovine in plastike skupaj!
- Povprečna svetovna poraba na prebivalca 50 kg
- Ocenjuje se, da je 95% poslovnih informacij še vedno shranjeni na papirju. [Vir: Mednarodni inštitut za (IIED), okolje in razvoj Paper razpravo (IIED, London, september 1996)]
- Recikliranje 1 tone (0,91 t) papirja prihrani 17 odraslih drevesa, 7000 litrov (26 m3) vode, 2,3 m3  prostora na odlagališču, 320l nafte, in 4.100 kWh(15 GJ) električne energije, dovolj energije za pogon povprečnega ameriškega doma za šest mesecev.
- Čeprav se je  papir tradicionalno  uporabljal za branje in pisanje se v današnjih časih kar 41% vsega papirja uporablja za embalažo.
- 115000000000 listov papirja se vsako leto uporabi za osebne računalnike. Povprečen spletni uporabnik natisne 28 strani na dan.
- Večina kartonskih škatel je narejenih iz  25% recikliranih vlaken. Nekatere so celo iz 100% recikliranih vlaken.